# 中村日出夫 (野球)
中村 日出夫（なかむら ひでお、1968年6月22日 - ）は、佐賀県鳥栖市出身の元プロ野球選手（内野手）。

## 来歴・人物
三養基高では高校通算32本塁打を記録。1986年春季九州大会県予選では準決勝に進むが鳥栖高に敗退。長打力が注目され、同年のプロ野球ドラフト会議で西武ライオンズに2位指名を受け入団。
1987年にアメリカ1A・サンノゼ・ ビーズに野球留学した。
1992年には二軍で24本塁打を記録。10月2日には一軍に上がり、千葉ロッテマリーンズを相手に指名打者として初先発するが2三振、1四球に終わった。
1993年の開幕直前、清水義之との交換トレードで森山良二と共に横浜ベイスターズに移籍した。代打、一塁手として起用されるが実績を残せず。
1995年限りで現役を引退した。
その後、横浜の瀬ヶ崎フレンズ(小学生ソフトボールチーム)の監督をしている。

## 詳細情報

### 年度別打撃成績
| 年 度     | 球 団     | 試 合 | 打 席 | 打 数 | 得 点 | 安 打 | 二 塁 打 | 三 塁 打 | 本 塁 打 | 塁 打 | 打 点 | 盗 塁 | 盗 塁 死 | 犠 打 | 犠 飛 | 四 球 | 敬 遠 | 死 球 | 三 振 | 併 殺 打 | 打 率 | 出 塁 率 | 長 打 率 | O P S |
| --------- | --------- | ----- | ----- | ----- | ----- | ----- | -------- | -------- | -------- | ----- | ----- | ----- | -------- | ----- | ----- | ----- | ----- | ----- | ----- | -------- | ----- | -------- | -------- | ----- |
| 1992      | 西武      | 2     | 4     | 3     | 0     | 0     | 0        | 0        | 0        | 0     | 0     | 0     | 0        | 0     | 0     | 1     | 0     | 0     | 3     | 0        | .000  | .250     | .000     | .250  |
| 1993      | 横浜      | 12    | 15    | 13    | 3     | 4     | 2        | 0        | 0        | 6     | 4     | 0     | 0        | 0     | 0     | 2     | 0     | 0     | 2     | 0        | .308  | .400     | .462     | .862  |
| 1994      | 横浜      | 18    | 18    | 17    | 1     | 2     | 0        | 0        | 0        | 2     | 1     | 0     | 0        | 0     | 0     | 1     | 0     | 0     | 8     | 1        | .118  | .167     | .118     | .285  |
| 通算：3年 | 通算：3年 | 32    | 37    | 33    | 4     | 6     | 2        | 0        | 0        | 8     | 5     | 0     | 0        | 0     | 0     | 4     | 0     | 0     | 13    | 1        | .182  | .270     | .242     | .512  |

### 記録
- 初出場・初先発出場：1992年10月2日、対千葉ロッテマリーンズ26回戦（千葉マリンスタジアム）、6番・指名打者として先発出場
- 初安打：1993年10月5日、対読売ジャイアンツ24回戦（横浜スタジアム）、7回裏に野村弘樹の代打として出場、水野雄仁から二塁打
- 初打点：1993年10月11日、対阪神タイガース23回戦（阪神甲子園球場）、8回表に宮里太の代打として出場、弓長起浩から2点適時打

### 背番号
- 54 （1987年 - 1992年）
- 69 （1993年）
- 35 （1994年 - 1995年）